# Rudolf Klimek
Rudolf Marian Klimek (ur. 12 grudnia 1932 w Krakowie) – polski onkolog, endokrynolog, położnik i ginekolog.

## Życiorys

### Wykształcenie
Syn Sylwestra i Józefy Klimków. Po maturze studiował medycynę na Uniwersytecie Jagiellońskim, następnie został asystentem profesora Bolesława Skarżyńskiego. Pod jego kierunkiem uzyskał we wrześniu 1955 promocję doktorską (dr med.). W kwietniu 1960 specjalizował się jako lekarz położnik i ginekolog. W czerwcu 1964 został aspirantem. Specjalizację lekarza endokrynologa uzyskał w roku 1965.
W 1972 roku otrzymał tytuł profesora nadzwyczajnego nauk medycznych. W 1976 był promotorem Andrzeja Schally’ego, który został w 1977 roku laureatem Nagrody Nobla.
Od 1992 do 1995 był prezesem International Society for pre- and perinatal Psychology and Medicine, ISPPM (Internationale Gesellschaft für prä- und perinatale Psychologie und Medizin) w Wiedniu.

### Działalność naukowa
Od 1969 do 1992 był kierownikiem Kliniki Endokrynologii Instytutu Ginekologii i Położnictwa, zaś w okresach 1969–1974 oraz 1982–1992 pełnił funkcję dyrektora Instytutu Ginekologii i Położnictwa w Krakowie. Był propagatorem we wprowadzaniu nowoczesnych metod diagnostycznych do ginekologii i położnictwa m.in. rezonansu magnetycznego. Od 1972 wykładał jako profesor zwyczajny, od 1992 był kierownikiem Katedry i Kliniki Endokrynologii i Płodności oraz dyrektorem Zespołu Katedr i Klinik Ginekologii i Położnictwa Akademii Medycznej w Krakowie (obecnie Collegium Medicum Uniwersytetu Jagiellońskiego).
Od 1969 był ekspertem ginekologii i położnictwa przy Światowej Organizacji Zdrowia (WHO). Przedmiotem jego badań była etiologia nowotworów szyjki macicy. Wdrożył w położnictwie leczenie hormonami podwzgórzowymi oraz adrenokortykotropowymi (ACTH).
Od 1977 roku był współautorem i redaktorem czasopisma „Ginekologia”. Jest autorem, współautorem, tłumaczem i redaktorem około 480 publikacji, w tym około 50 książek, z zakresu ginekologii, położnictwa, onkologii, endokrynologii, medycyny wewnętrznej, seksuologii oraz fizjologii.
Ojciec Marka Klimka.

## Nagrody i wyróżnienia
- 1969: Złoty medal miasta Krakowa
- 1969: Medal Ministra Zdrowia i Opieki Społecznej
- 1975: Krzyż Kawalerski Orderu Odrodzenia Polski
- 1989: Medal Akademii Górniczo-Hutniczej w Krakowie
- 1991: Medal Waltera Stoeckela Uniwersytetu Christiana Albrechta w Kilonii
- 2000: Medal European Association of Gynaecologists and Obstetricians (EAGO)
- 2000: Decree of Merit for Outstanding Contribution to Medicine and Science – International Biographical Centre w Ely
- 2000: Doctor honoris causa Śląskiego Uniwersytetu Medycznego w Katowicach
- 2002: Krzyż Oficerski Orderu Odrodzenia Polski
- Członek honorowy stowarzyszeń ginekologów-położników: Niemcy, Izrael, Chorwacja, Polska, ZSRR/Rosja, Słowacja i Czechy

## Wybór publikacji i tłumaczeń
- Oksytocyna i jej analogony. PTE, Kraków 1964.
- z Markiem Pawlikowskim: Neuroendokrynologia kliniczna. Państwowy Zakład Wydawnictw Lekarskich, Warszawa 1973.
- Metody diagnostyczne w ciąży o wysokim ryzyku. Państwowy Zakład Wydawnictw Lekarskich, Warszawa 1978.
- z Józefem Baronem, i in.: Ginekologia. Państwowy Zakład Wydawnictw Lekarskich, Warszawa 1982, ISBN 978-83-200-0521-9.
- Rak. Przyczyna, uwarunkowania, samoobrona. Wydawnictwo Naukowe PWN, Warszawa 1985.
- Niepłodność uleczalna czy nie? Państwowy Zakład Wydawnictw Lekarskich, Warszawa 1986, ISBN 978-83-200-1051-0.
- z Markiem Palkowskim: Przyszłość i medycyna, czyli rozmowy o życiu. Państwowe Wydawnictwo Naukowe, Warschau 1988, ISBN 978-83-01-08451-6.
- Jak pokonać raka. Wydawnictwo Naukowe PWN, Warszawa 1992, ISBN 978-83-01-09227-6.
- Prenatal and Perinatal Psycho-Medicine in changing word. DWN DReAM, Kraków 1992, ISBN 978-83-900525-2-6.
- Monitoring of Pregnancy and Prediction of Birth-Date. Enzymatic and ultrasonographic methods. Kraków 1992 – 2. wydanie: Pearl River, New York 1994 – 3. wydanie: Parthenon Pub. Group, London 1994, ISBN 978-1-85070-525-3.
- Conquering Cancer ourselves. John Libbey CIC, Roma 1995.
- z Ludwigem Janusem: A Time to Be Born. Mattes Verlag, Heidelberg 1995 – 2. wydanie: DReAM, Kraków 1996.
- z Bogdanem Chazanem: Rudolfa Klimka położnictwo. DREaM, Kraków 1999, ISBN 83-901779-4-3.
- Medycyna za zamkniętymi drzwiami, czyli rozmowy o zdrowiu. DReAM, Kraków 1999, ISBN 978-83-901779-5-3.
- Ludobójcza akcja Goralenvolk. Rudolf Klimek, Zakopane 2006, ISBN 978-83-923871-0-7.
- z Januszem Madejem, Aleksandrem Sieroniem: Rak uleczalny! Rudolf Klimek, Kraków 2008, ISBN 978-83-923871-0-7.
- z Marianem Styrczulą-Maśniakiem: Podhalański rodowód muzycznej i artystycznej twórczości górali. Zakład Poligraficzny MK, Zakopane 2010, ISBN 978-83-923-871-3-8.
- ze Stanisławem A. Hodorowiczem, Dariuszem Jasiczkiem, Ryszardem Tadeusiewiczem: Rak i niepłodność. Prawda i mity medycyny. Wydawnictwo Trio, Warszawa 2011, ISBN 978-83-7436-279-5.

Tłumaczenia
- Włodzimierz M. Dilman: Dlaczego człowiek umiera. Zarys biologiczny. Państwowy Zakład Wydawnictw Lekarskich, Warszawa 1974.
- William Howell Masters: Niedobór seksualny człowieka. Państwowy Zakład Wydawnictw Lekarskich, Warszawa 1975.
- z Andrzejem Barczem: William Howell Masters, Robert J. Levin, Virginia Eshelman Johnson: Szczęśliwy związek. Nowe spojrzenie na seks i zaangażowanie uczuciowe. Państwowy Zakład Wydawnictw Lekarskich, Warszawa 1980, ISBN 978-83-200-0205-8.